# Jon Haraldsson
Jon Haraldsson (1162 - 1231) fue un caudillo hiberno-nórdico, que gobernó como jarl de las Orcadas en diarquía con su hermano David Haraldsson, ambos hijos de Harald Maddadsson fruto de su segundo matrimonio con Gormflaeth, hija de Malcolm MacEth, conde de Ross y mormaer de Moray. Su gobierno se inició en 1206 pero su hermano falleció por enfermedad en 1214 y siguió dominando las Orcadas en solitario hasta 1231.
En 1222, Jon Haraldsson se vio implicado indirectamente en el asalto a la residencia de Adán de Melrose, obispo de Caithness, en Halkirk por granjeros locales. Jon fue acusado de alimentar el descontento entre la población y Alejandro II de Escocia tomó represalias por el homicidio, con el beneplácito del papa Honorio III.
Snaekoll Gunnisson, bisnieto de Ragnvald Kali Kolsson, reclamó su derecho a compartir las Orcadas a Jon y la situación desembocó en una guerra hasta que Haakon IV de Noruega intervino como mediador y solicitó que todos los implicados viajasen hasta Noruega; no obstante el barco que llevaba de regreso a Jon, séquito y familia, solo llegó hasta Thurso donde fueron aniquilados en 1231 y con su muerte, toda la línea sucesoria desde Harald I de Noruega desaparece y con ellos la Era vikinga llega a su fin, abriendo otra etapa en la Edad Media del archipiélago con el mormaer de Caithness a manos de Magnus mac Gille, hijo de Gille Brigte, mormaer de Angus que en 1236 recibe el amparo del gobierno de las Orcadas bajo la corona de Haakon IV.

## Herencia
No se conoce el nombre de su consorte, pero las sagas hablan de dos hijos:
- Harald Johnsson (m. 1226), estuvo retenido como rehén político en Noruega en 1224. Murió ahogado dos años después.
- Joan Johnsdottir, estuvo retenida como rehén político en Escocia entre 1214 y 1222. Casaría con Freskin fitz Walter, señor de Duffus, Moray.